# José Miguel
José Miguel Zavadlav (* 26. März 1969 in Temperley, Argentinien) auch bekannt unter dem Spitznamen El Gato (dt. Die Katze), ist ein ehemaliger argentinischer Fußballspieler auf der Position des Torwarts.

## Laufbahn
José Miguel begann seine fußballerische Laufbahn beim argentinischen Rekordmeister River Plate, mit dem er 1991 und 1993 die argentinische Fußballmeisterschaft gewann. Anschließend wechselte er für ein Jahr zum CA Platense, der zu jener Zeit in der ersten Liga spielte.
Sein nächster Wechsel führte ihn nach Mexiko, wo er bis 1999 für Santos Laguna spielte, mit denen José Miguel im Torneo Invierno 1996 die mexikanische Fußballmeisterschaft gewann. Anschließend spielte er für den mexikanischen Verein Jaguares de Chiapas, bevor er seine aktive Laufbahn bei seinem Heimatverein CA Temperley ausklingen ließ.

## Erfolge
- Argentinischer Meister: 1991, 1993
- Mexikanischer Meister: Winter 1996